# Saint-Pierre-de-Plesguen
Saint-Pierre-de-Plesguen är en kommun i departementet Ille-et-Vilaine i regionen Bretagne i nordvästra Frankrike. Kommunen ligger i kantonen Combourg som tillhör arrondissementet Saint-Malo. År 2018 hade Saint-Pierre-de-Plesguen 2 960 invånare.

## Befolkningsutveckling
Antalet invånare i kommunen Saint-Pierre-de-Plesguen
Referens:INSEE